# 山東中華基督教自立會
山東中華基督教自立會為1915年由劉壽山傳道於中國青島創辦的基督教獨立教會。主要通过醫療和教育进行傳教。

## 外部連結
- 山東中華基督教自立會 （页面存档备份，存于）